# Burkhan Khaldun
Burkhan Khaldun é uma montanha que faz parte da cadeia de Montanhas Khentii, na Província de Khentiy, Mongólia. Acredita-se que a montanha e seus arredores são o local de nascimento de Genghis Khan bem como de sua tumba. Também foi local de nascimento de um dos mais importantes de seus generais, Subutai.
A montanha tem 12,000 km² de área protegida, estabelecida em 1992. Tem uma importância religiosa há tempos, mesmo antes de Genghis Khan tê-la tornado um ponto importante. É considerada a montanha sagrada mais importante da Mongólia, desde que assim foi escolhida por Genghis Khan.

## UNESCO
A UNESCO inscreveu Burkhan Khaldun como Patrimônio Mundial por "testemunhar os esforços em estabelecer uma região montanhosa sagrada como parte importante de unificação do povo Mongol"